# Hugin și Munin

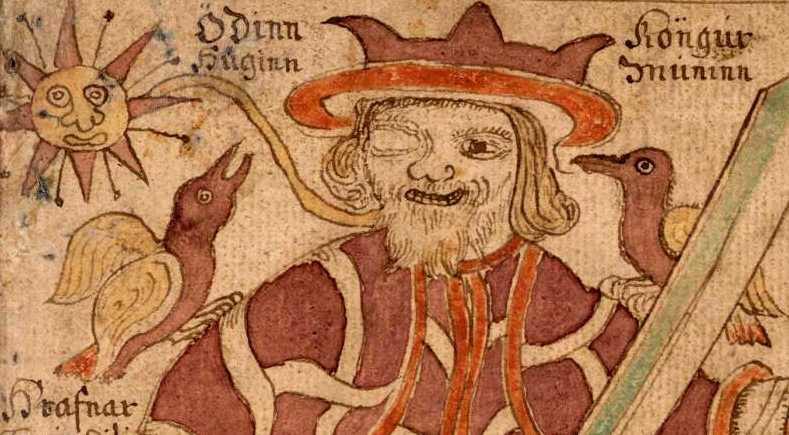
Hugin si
Munin stând pe umerii lui Odin, într-un manuscris islandez din secolul 18

Hugin și Munin sunt cei doi corbi din mitologia nordică, simbolizând "cunoașterea" și "memoria". Aceștia, după ce zboară în timpul zilei deasupra lumii, se întorc seara și povestesc zeului Odin tot ce se întâmplă pe pământ.Hugin avea puterea de a citi gândurile oamenilor iar Munim încarna în el toate faptele istorice.Era ca un fel de carte de istorie zburătoare.
Acest articol referitor la mitologia nordică  este deocamdată un ciot. Puteți ajuta Wikipedia prin completarea lui!